# La Chunga

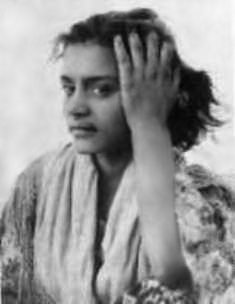
Micaela Flores Amaya La Chunga

La Chunga, eigentlich Micaela Flores Amaya (* 1938 in Marseille; † 3. Januar 2025), war eine spanische Flamenco-Tänzerin und Malerin.

## Leben

### Kindheit und Jugend
Micaela Flores Amaya wurde 1938 als Tochter spanischer Gitanos (Roma) Eltern in Marseille geboren. Sie war eine Cousine von Carmen Amaya. Im frühen Kindesalter nannte man sie chunga, verdorben, weil sie ihren eigenen Worten zufolge „sehr klein, sehr schwarz und sehr, sehr hässlich“ war. Die Familie zog bald nach ihrer Geburt nach Barcelona um. Die Familie lebte dort in ärmlichen Verhältnissen in einer Baracke in einem Elendsviertel.
Bereits als Kind tanzte sie vor den Türen von Bars und bei Feiern. Zu diesen Gelegenheiten konnte sie duschen, wurde frisiert, eingekleidet und mit einer Halskette geschmückt, während es zu Hause an den einfachsten Mitteln der Körperpflege mangelte: „Ich stank, das war normal“, sagte sie in einem Interview 2003 über diese Zeit. Später tanzte sie in den Bars in der Calle Escudillers. Bei einem dieser Auftritte wurde der Maler Francisco Rebés auf sie aufmerksam.
Dessen Bekanntschaft eröffnete ihr einen Ausweg aus ihren prekären Verhältnissen. Er engagierte sie gegen Bezahlung als Modell und als Tänzerin für die Feste, die er gab. Später verschaffte er ihr ein Engagement im angesehenen Barceloneser Kabarett El Emporium und führte sie in den Kreis katalanischer Intellektueller und Künstler ein. Pablo Picasso, Joan Miró und Salvador Dalí zählten zu ihren Freunden. Blas de Otero, Rafael Alberti, León Felipe, José Bergamín und José Manuel Caballero Bonald widmeten ihr Gedichte. Darüber hinaus führte Francisco Rebés sie in seinem Studio in die Kunst der Malerei ein.

### Karriere als Tänzerin
Auch das elegante Restaurant Los Caracoles engagierte La Chunga für Tanzvorstellungen. 1956 wurde sie dort von Pastora Imperio entdeckt. Diese engagierte sie für ihr Tablao La Pañoleta in Palamós. Gemeinsam mit Pastora Imperio und ihrem Ensemble trat sie im Tablao Corral de la Morería in Madrid auf. Aufgrund ihrer herausragenden Darbietungen engagierte der Inhaber sie als Solotänzerin. Eines Abends sah die Schauspielerin Ava Gardner sie tanzen, war begeistert von ihrer Vorstellung und engagierte sie für ein Fest für die Journalistin Teresa Tessier im Pariser Maxim’s. Von dort führte der nächste Karriereschritt nach Hollywood, wo La Chunga eine Rolle in dem Film Tip on a Dead Jockey bekam. Es folgten Auftritte in New York, unter anderem gemeinsam mit Carmen Amaya, und ein Fernsehauftritt in der Ed Sullivan Show. Weitere Engagements folgten in Mexiko.
1958 kehrte sie nach Europa zurück und trat im Teatro del Liceo in Barcelona auf. Es folgte eine Tournee durch europäische Metropolen. Zurück auf dem amerikanischen Kontinent folgten Auftritte in den Vereinigten Staaten, Mexiko, Kuba, Venezuela, Argentinien und Chile. Danach trat sie in Spanien in den Festsälen der großen Städte auf und gründete ihre eigene Kompanie. Für diese schuf sie in den folgenden Jahren eine Reihe eigener Tanzschauspiele und ging damit weltweit auf Tourneen. Mit einem Auftritt im Tablao El Cordobés in Barcelona verabschiedete sich La Chunga 1971 für einige Jahre von öffentlichen Auftritten.
Mit einem Engagement als Startänzerin im madrilenischen Tablao El Café de Chinitas kehrte sie 1977 zurück auf die Bühne. Es folgten Auftritte im Ausland und die Teilnahme an Lola Flores’ Tanzschauspiel Con casta.

### Gemäldeausstellung
Anlässlich des 50-jährigen Jubiläums des Corral de la Morería in Madrid stellte La Chunga dort 2007 eine Sammlung ihrer Gemälde aus.

### Filmografie
Im Lauf ihrer Karriere trat La Chunga in einer Reihe von Kinofilmen auf. Neben dem bereits genannten Hollywoodfilm Tip on a Dead Jockey waren dies:
- 1959 in Baila la Chunga[13] und De espaldas a la puerta,[14] beide unter der Regie von José María Forqué.
- 1962 in El último verano unter der Regie von Juan Bosch.[15]
- 1970 gemeinsam mit Antonio Ruiz Soler in La ley de una raza unter der Regie von José Luis Gonzalvo.[16]
- 1986 in Nosferatu a Venezia mit Klaus Kinski unter der Regie von Augusto Caminito.[17]

Auftritte im Fernsehen hatte sie 1978 in Ciertos reflejos: La Chunga und 1991 in La Chunga.

### Letzte Jahre
2011 wurde Lungenkrebs bei ihr festgestellt. Nachdem dieser zunächst überwunden schien, trat er nach einigen Jahren wieder auf und führte schließlich zu ihrem Tod.

## Rezeption

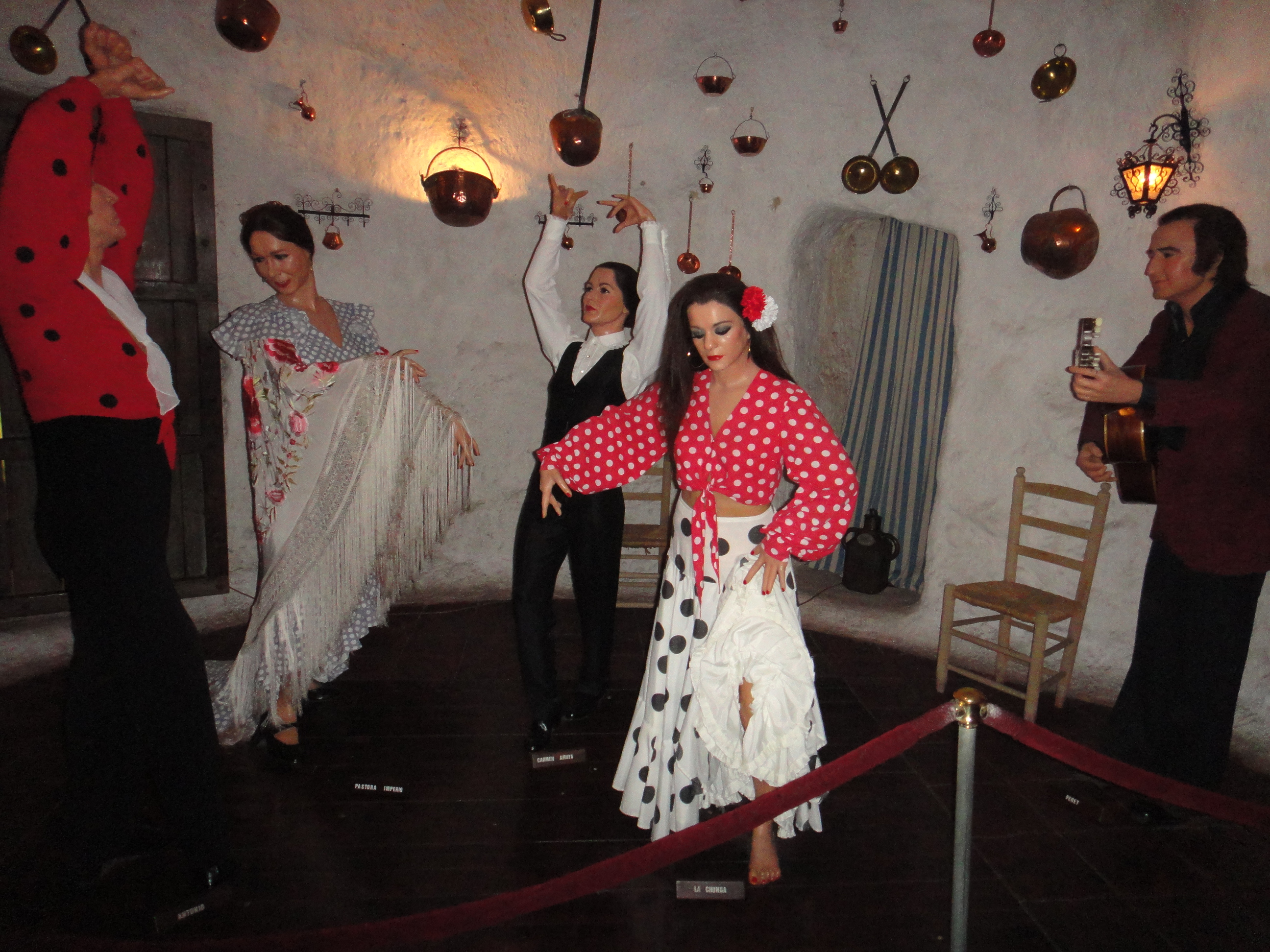
La Chunga, rechts, im Wachsfigurenkabinett von Barcelona. Links Pastora Imperio, in der Mitte Carmen Amaya.

Mitte der 1960er bis Mitte der 1970er Jahre zählte La Chunga zu den populärsten spanischen darstellenden Künstlerinnen in ihrem Heimatland und im Ausland. Teilweise ist dies auch ihrer exotischen Ausstrahlung zu verdanken. Da sie barfuß zu tanzen pflegte, nannten manche Verehrer sie la gitana de los pies descalzos, die barfüßige Gitana.
Ihr Tanzstil galt als frisch, kraftvoll, kreativ und individuell, fern von Konventionen und technischen Regeln.

## Auszeichnungen
- Laurel de Oro[20] de Chile[10]
- Goldmedaille des Círculo de Bellas Artes de Madrid[2]
- Goldmedaille der Asociación de la Prensa de Sevilla[2]
- Trofeo Delfín von Alicante[2]
- Preis der Stadt Alicante[2]